# Ferdinand de Braekeleer

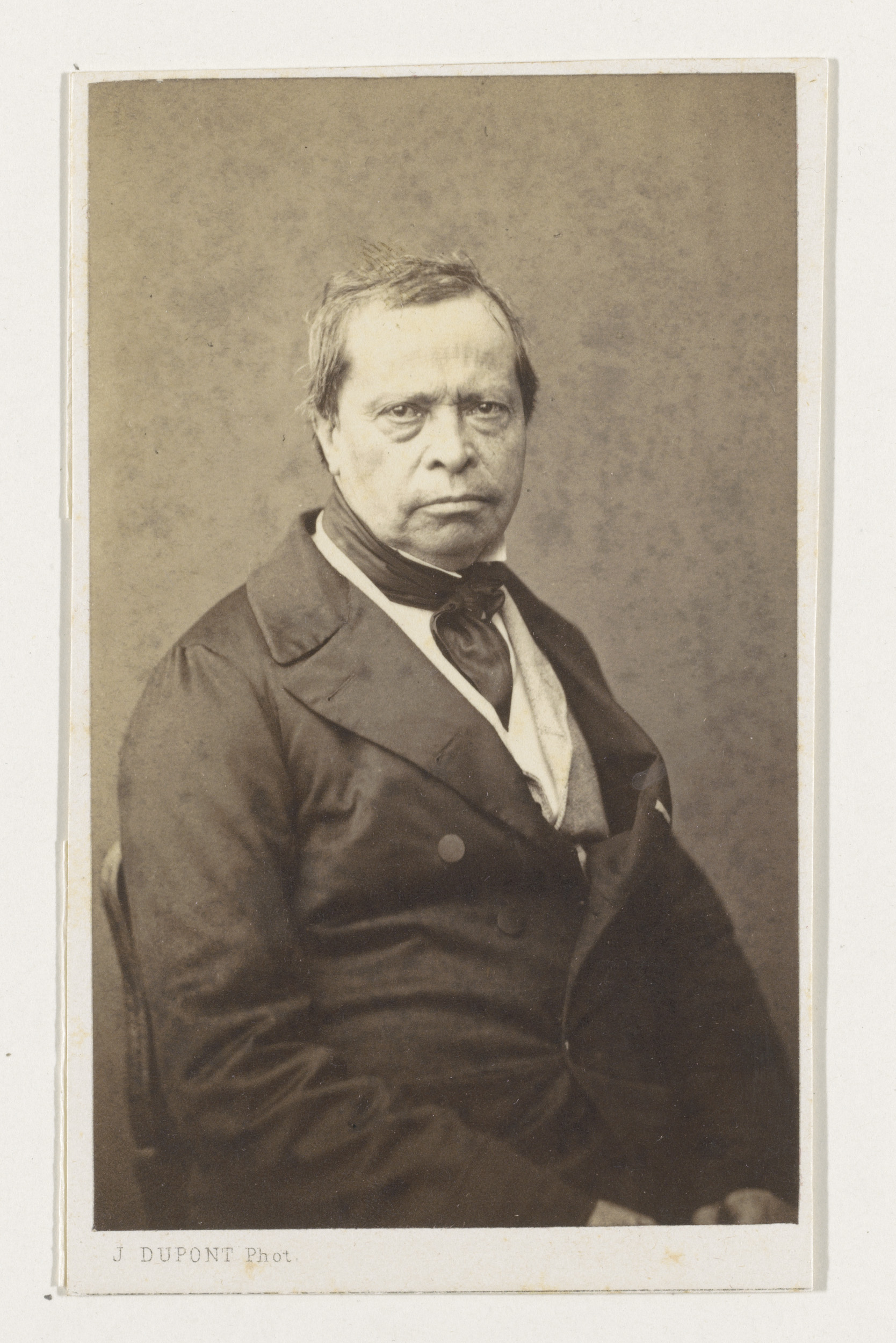
Ferdinand de Braekeleer

Ferdinand de Braekeleer auch Ferdinand de Braekeleer der Ältere (* 12. Februar 1792 in Antwerpen; † 16. Mai 1883 ebenda) war ein belgischer Maler.

## Leben

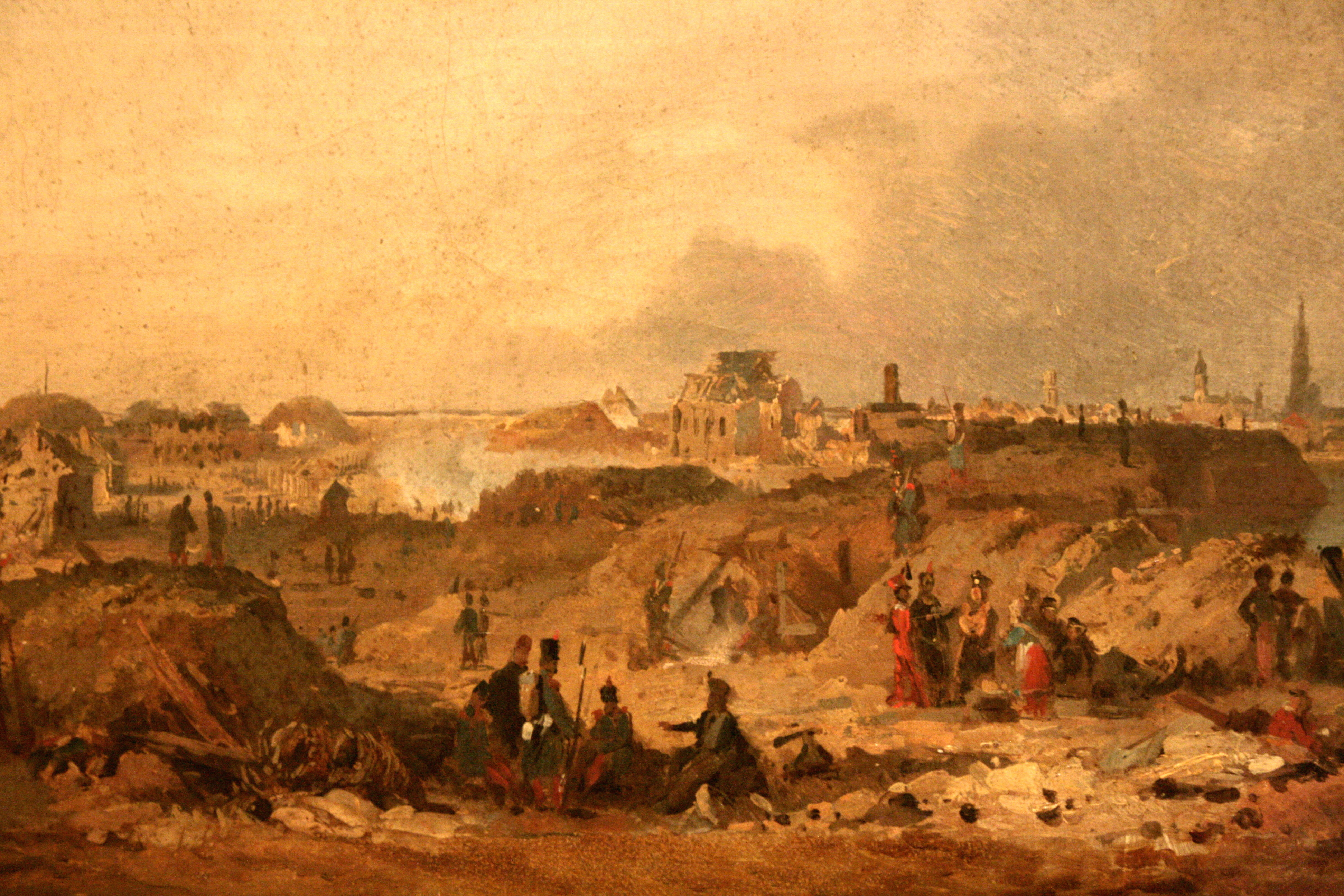
De Braekeleer: Die Zitadelle von Antwerpen nach der Bombardierung 1832

Der aus einfachen Verhältnissen stammende Ferdinand de Braekeleer wurde zunächst nach dem frühen Tod seiner Eltern an der Waisenschule von Mathieu Ignace van Brée unterrichtet, bevor er auf die Königliche Akademie der Schönen Künste in Antwerpen aufgenommen wurde. Nachdem er dort 1809 und 1811 schon mehrere Preise gewonnen hatte, machte er sich 1813 im Salon de Paris fehlenden Quellen zufolge einen Namen mit dem Werk „Aeneas trägt Anchises“.
Ferdinand de Braekeleers erklärtes Ziel war es möglichst gewinnbringend zu malen, deswegen versuchte er sich in seinen frühen Jahren in verschiedenen Bereichen, so zum Beispiel mit Historiengemälden, religiösen Gemälden, beispielsweise „St Sebastian“ (1818) für die Kirche von Notre-Dame im Wijnegem, sowie bekannten Motiven. Sein Wunsch in Italien zu wirken erfüllte sich erst 1819, ein früherer Preis wurde ihm aberkannt, nachdem er, unbequellt, den „Antwerp Prix de Rome“ mit dem Gemälde „Tobias gibt seinem blinden Vater das Augenlicht wieder“ für sich entscheiden konnte. Van Brée schloss sich ihm in Rom an, wo er seine weitere Ausbildung forcierte. Zusammen bereisten sie Neapel, Ancona, Florenz, Bologna sowie Venedig. Fasziniert von Rom und seiner umliegenden Landschaft, erstellte de Braekeleer einen Skizzenblock, ausgestellt in Brüssel in der Bibliotheque Royale Albert, mit Landschaften und malerischen Ansichten der Stadt, meisterhaft gezeichnet mit schwarzer Kreide.
Sein Gesamtwerk umfasst nach dem Vorbild altflämischer Meister neben Radierungen und Historienbildern vor allem Genrebilder. De Brekaeleers Einfluss in Belgien während der Jahre nach der Belgischen Revolution war maßgebend. Als Zeitzeuge vieler historischer Ereignisse und militärischer Kampfhandlungen malte er beispielsweise viele Studien des Bombardements von Antwerpen anno 1832. Daneben bildete er einige Maler aus, darunter seine Söhne Ferdinand und Henri.

## Weitere Werke (Auswahl)
- Die Bäurin aus Frascati, 1822
- Die Grotte des Neptun in Tivoli, 1822
- Der ungezogene Schuljunge, 1847
- De ongewenste gast, 1864
- Mouse hunt, 1873